# Luigi Lodde
Luigi Agostino Lodde (Ozieri, 19 aprile 1980) è un ex tiratore a volo italiano, specialista dello skeet. È stato introdotto al tiro a volo dal padre Paolo, che è stato il suo primo allenatore.
Nel gennaio 2025 ha concluso la sua carriera agonistica accettando la nomina di allenatore della nazionale italiana di skeet

## Biografia
Laureato in Scienze Biologiche all'Università di Sassari, nel dicembre 2011 è entrato a far parte del Centro Sportivo Olimpico dell'Esercito Italiano.
Oltre al tiro a volo, si dedica alla caccia e alla pesca ed è un grande appassionato di pallacanestro. Gioca infatti per la squadra 80 & Co. Basket di Ozieri, militante in Promozione.
Vive e si allena a Ozieri.

### Carriera
Incoraggiato dal padre, inizia a sparare sin da ragazzino ottenendo piazzamenti a livello juniores: conquista il titolo italiano nel 1999 e due bronzi europei consecutivi nel 1999 e nel 2000.
Ai successi giovanili segue un momento di flessione, durato alcuni anni, in cui accantona le velleità da tiratore per potersi concentrare sugli studi. Nel 2006 si riavvicina al tiro grazie al Progetto Giovani, una serie di raduni mirati al recupero di giovani talenti, sotto la guida del campione olimpico di Atene Andrea Benelli.
Dal 2007 fa parte della nazionale seniores di Skeet.
Nel 2010 vince il titolo italiano, conquista il bronzo nella seconda prova di Coppa del Mondo a Pechino e accede alla Finale a Izmir, piazzandosi al sesto posto.
Nel marzo 2011, durante la seconda prova di Coppa del Mondo a Sydney, conquista la carta olimpica che gli ha permesso di partecipare ai Giochi della XXX Olimpiade, insieme al plurimedagliato
Ennio Falco.
Il 31 luglio 2012 si piazza al quinto posto della finale olimpica di skeet.
Come unico rappresentante della Sardegna qualificato per i giochi di Londra 2012, nel marzo 2012 è stato insignito del premio Atleta dell'anno 2011 dal Coni Sardegna.
Dal Gennaio 2013 ha cambiato fucile, preferendo il Beretta DT11 al Beretta 682 Gold E che lo aveva accompagnato per ben 14 anni.
Il 27 giugno 2013 si aggiudica la medaglia d'oro ai Giochi del Mediterraneo di Mersin, in Turchia.
Il 7 agosto 2013 vince la medaglia d'argento ai Campionati Europei di Suhl, in Germania.
Il 18 settembre 2013 vince con Ennio Falco e Giancarlo Tazza la medaglia d'oro a squadre ai Campionati del Mondo di Lima, in Perù.
Il 14 aprile 2014 conquista l'oro nella prima prova di Coppa del Mondo a Tucson (Arizona) eguagliando il record del mondo in qualificazione con il punteggio di 124..
Il 26 giugno 2014 conquista l'oro individuale e a squadre ai Campionati d'Europa a Sarlospuszta (Ungheria).
Il 19 settembre 2014 si è piazzato al sesto posto ai Campionati del Mondo di Granada, in Spagna, vincendo con Tammaro Cassandro e Riccardo Filippelli la medaglia d'oro a squadre. La settimana successiva ha agguantato per la seconda volta in carriera, il titolo di Campione Italiano sui campi di Conselice, gli stessi in cui aveva vinto nel 2010.
Il 22 luglio 2015 conquista il suo secondo titolo europeo consecutivo a Maribor (Slovenia), scontrandosi con il greco Mitas, il medesimo avversario del 2014. Insieme a Valerio Luchini e Riccardo Filippelli conquista anche il bronzo europeo a squadre.
È attualmente campione europeo individuale e vicecampione del mondo a squadre della sua disciplina.
Il 29 Marzo 2016 è stato selezionato per i Giochi Olimpici di Rio de Janeiro in seguito alla defezione di uno dei convocati.